# Smash The State
Smash The State – siódmy minialbum zespołu Melvins, wydany w 2007 roku przez firmę Amphetamine Reptile Records.

## Lista utworów
1. Smash the State
2. Stalin's Solution
3. Communist Concubine
4. Useful Idiot

## Twórcy
- King Buzzo - gitara, wokal
- Dale Crover - perkusja, wokal
- Jared Warren - gitara basowa, wokal
- Coady Willis - perkusja, wokal